# Mentzelia conzattii
Mentzelia conzattii är en brännreveväxtart som beskrevs av Jesse More Greenman. Mentzelia conzattii ingår i släktet Mentzelia och familjen brännreveväxter. Inga underarter finns listade i Catalogue of Life.